# Евгений Тодоров (фолклорист)
Евгений К. Тодоров е български фолклорист.

## Биография
Роден е през 1903 г. През 1931 г. завършва немска филология в Софийския университет, а след това защитава докторат по немска и славянска филология в Мюнхенския университет. Преподава немски език. Работи в областта на езикознанието – немска фонетика и правопис, немски синтаксис, както и на литературознанието и методиката на преподаване на чужди езици.
Изследователската си дейност върху проблемите на българския фолклор започва с проучване на българските народни епически песни. Установява липсата на влияние върху българското епично творчество от фолклора на други народи. В тази връзка изследва задълбочено немския епос „Песен за нибелунгите“.
Най-значителният му труд е „Древнотракийско наследство в българския фолклор“ (1972). Навлиза в областта на тракологията, археологията, лингвистиката, етнографията и осъществява цялостно изследване на народния празник Гергьовден.
Проявява трайни интереси в към изследването на фолклора от Североизточна България. Изследва българските юнашки и хайдушки народни песни. Автор е на повече от 40 самостоятелни научни труда – студии, статии, монографии. Също така е автор на множество научнопопулярни статии и няколко учебника.
Удостоен е с орден „Кирил и Методий“ I степен и „Червено знаме на труда“.
Умира през 1980 г.